# أبو قير
أبو قير عُرفت للرومان باسم (باللاتينية: Canopus) منطقة سكنية تقع أقصى شرق مدينة الإسكندرية على ساحل البحر الأبيض المتوسط في مصر، تتبع حي ثان المنتزة، وتعدّ أبو قير المحطة الأخيرة من خط قطار أبو قير وقريباً ستصبح إحدى محطات مترو الإسكندرية عندما يتم الإنتهاء من تنفيذ المشروع الذي سيمتد حتى منطقة أبو قير الجديدة، يوجد بها أكثر من شاطئ تعدّ من أحسن شواطئ مدينة الإسكندرية مثل أبو قير الميت، وأبو قير الحي، وأبو قير البرديسي، وعدة شواطئ أخرى. وتتميز شواطئ أبو قير بجودة محلات الأسماك الطازجة الموجودة داخل الشواطئ.
توجد بالمدينة قلعة تعود إلى عهد محمد علي باشا، وتستعمل الآن كمنطقة عسكرية وهي على نفس طراز قلعة قايتباي في غرب الإسكندرية مكان منارة الإسكندرية القديمة. وقلعة أبوقير تقع في ميناء أبوقير البحري وهي حامية عسكرية حتى الآن، ولكن من الناحية الأثرية تحتاج إلى ترميم حيث يستخدم الجزء العلوي فقط من القلعة ويتوسطها برج استطلاع يشرف على الميناء من الناحية الشرقية لها، وتعد القلعة من أهم القلاع المصرية في عهد محمد علي باشا، ولكن وجودها في منطقة عسكرية أدى إلى اهمالها من الناحية الأثرية. كما تحتوي أبو قير على أحد فروع الأكاديمية العربية للعلوم والتكنولوجيا والنقل البحري وكلية التربية الرياضية التابعة لجامعة الإسكندرية. وتعد أبو قير من المناطق التاريخية، فهي شاهدة على تحطم أسطول نابليون بونابرت أمام شواطئها على يد الأسطول الإنجليزي.

## أعلام
- رالف روبرتسون

## معرض الصور

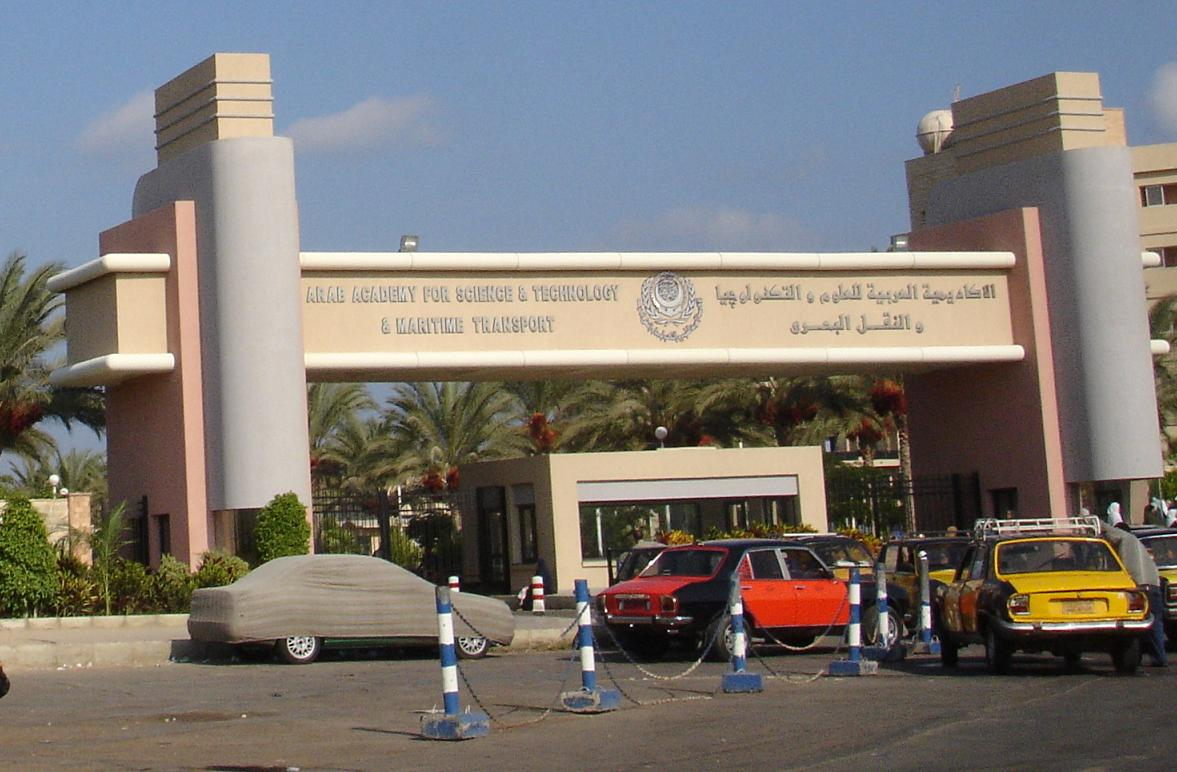
الأكاديمية العربية للعلوم والتكنولوجيا والنقل البحري
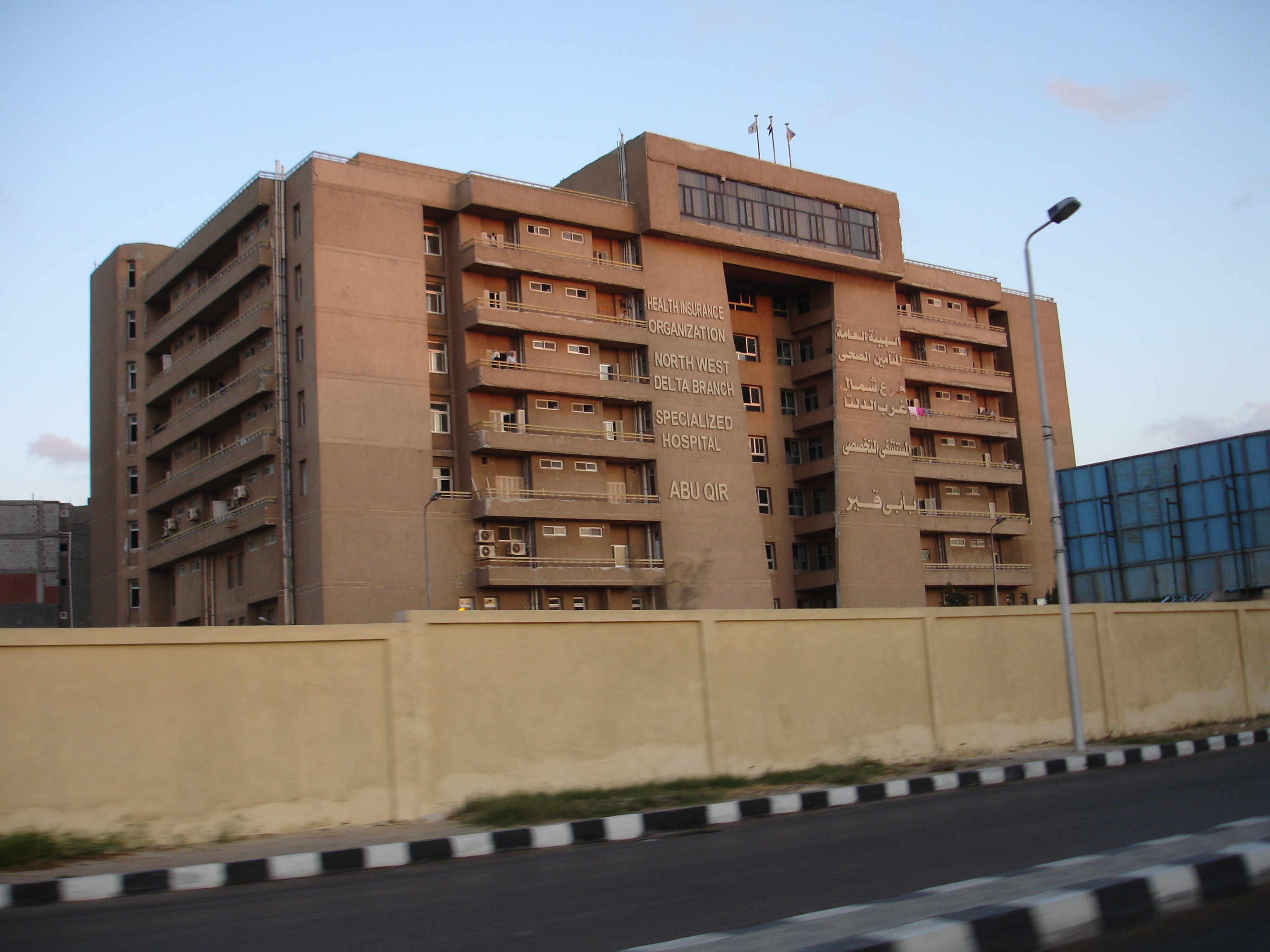
المستشفى التخصصي بأبي قير
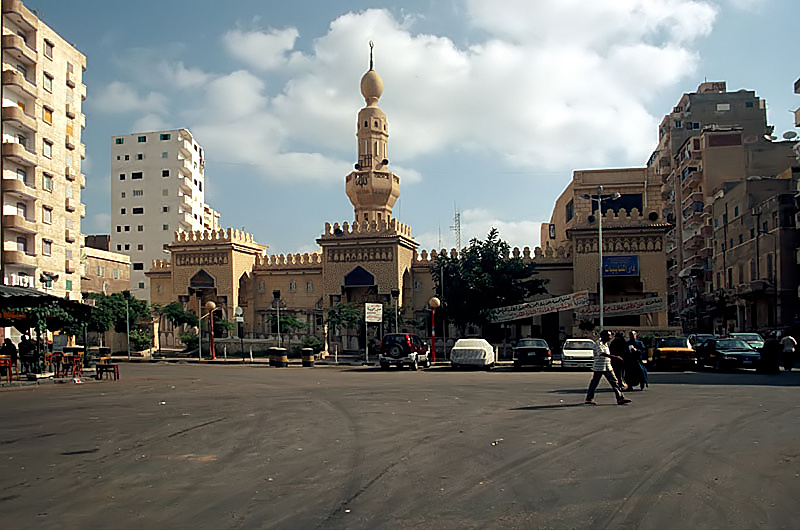
مسجد النهضة.
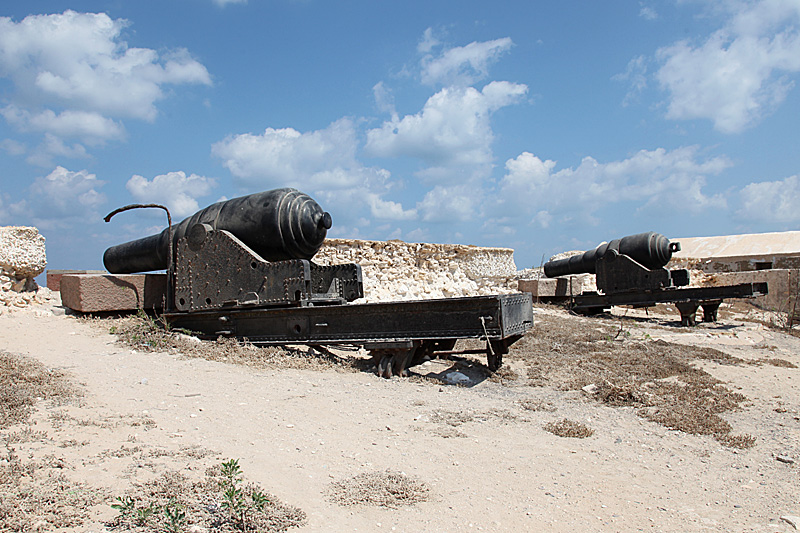
مدفعين بقلعة أبي قير.
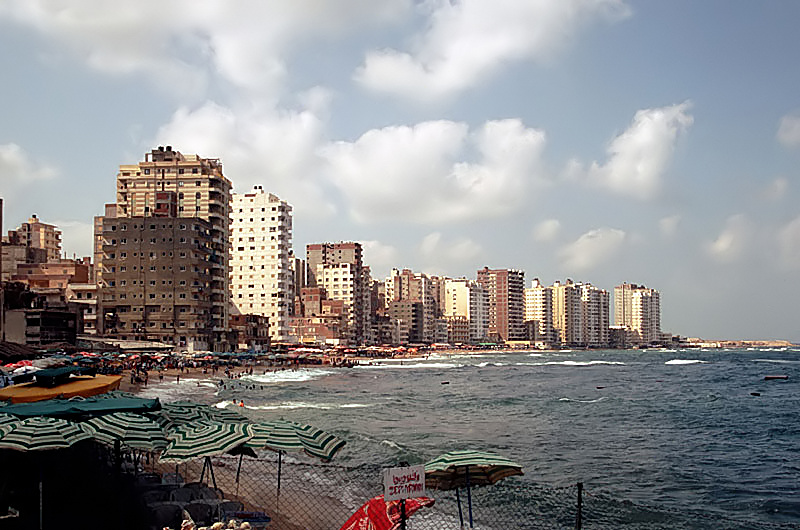
شاطئ البحر الأبيض المتوسط
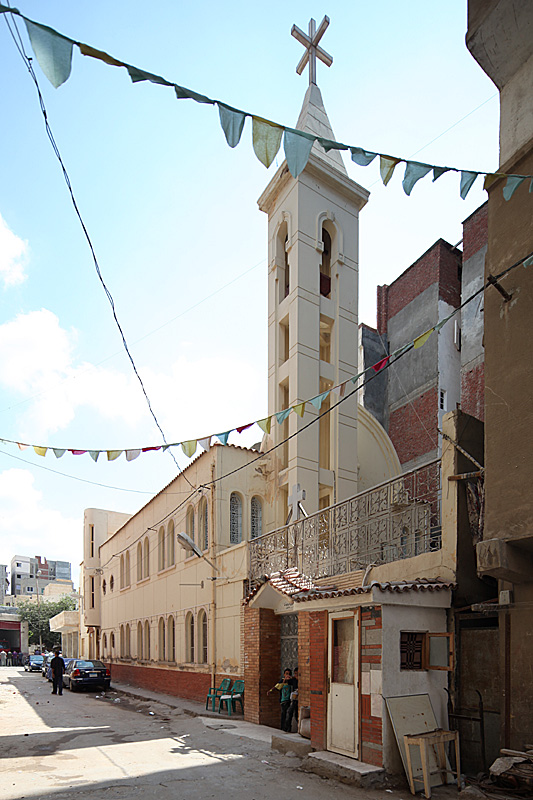
كنيسة أباكير ويوحنا
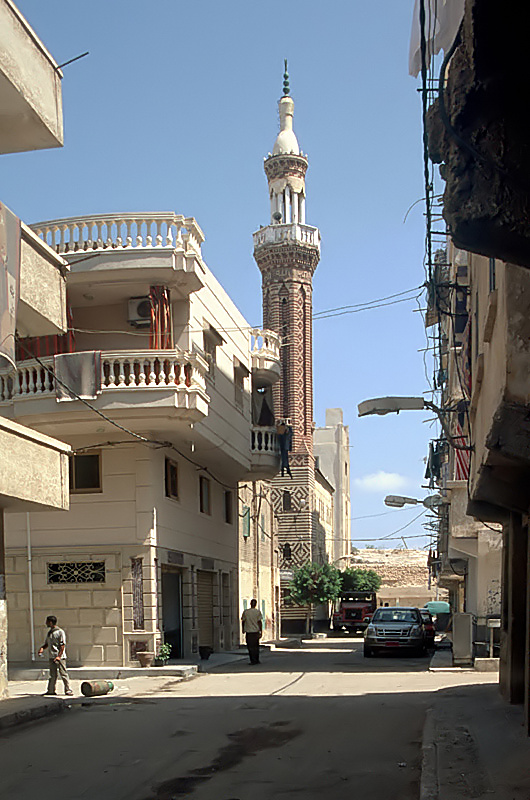
جامع العاشر من رمضان.
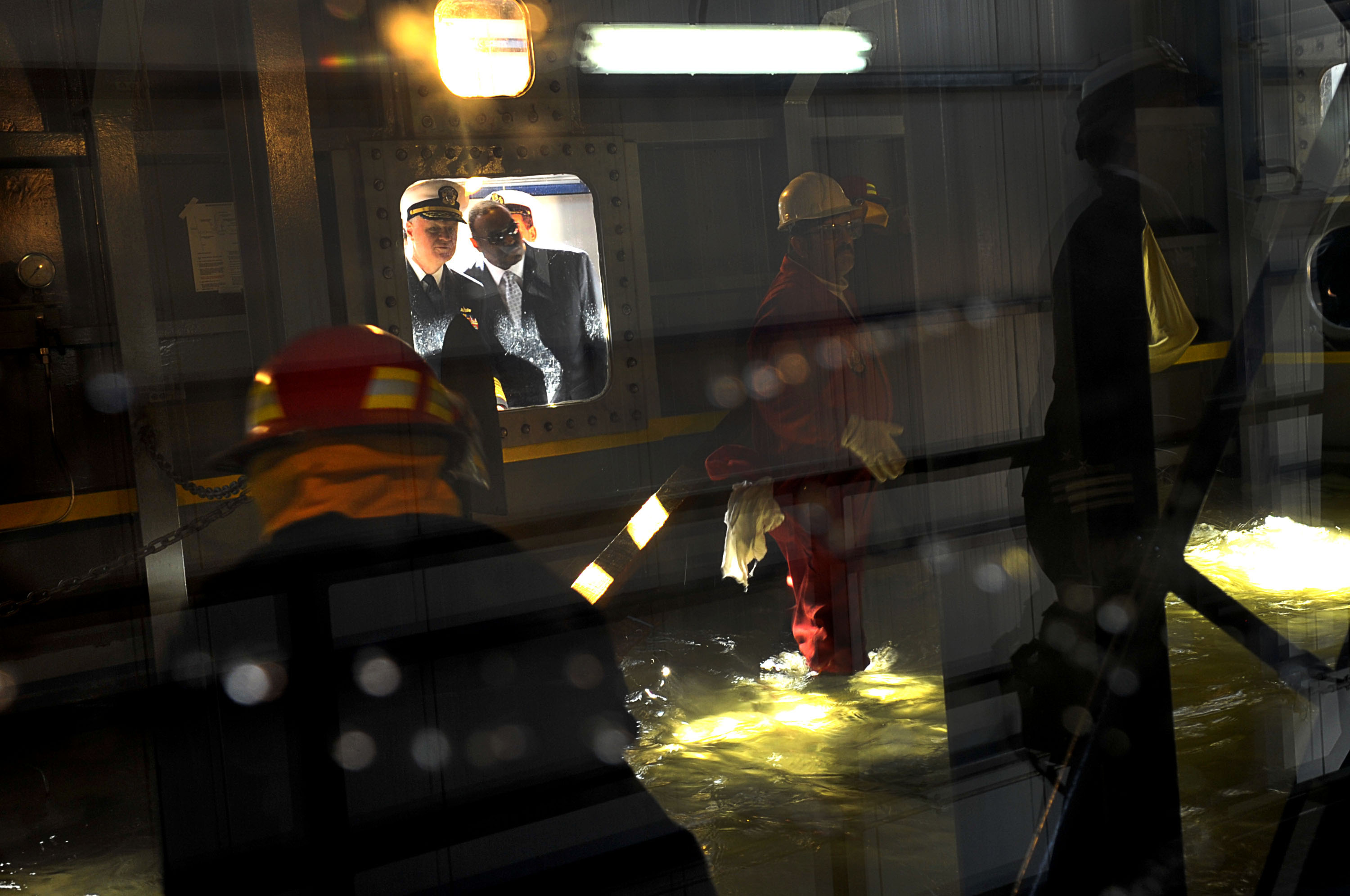
قائد عسكري أمريكي يطالع تدريبات للدفاع المدني المصري (مكافحة الحرائق) بقاعدة أبي قير البحرية
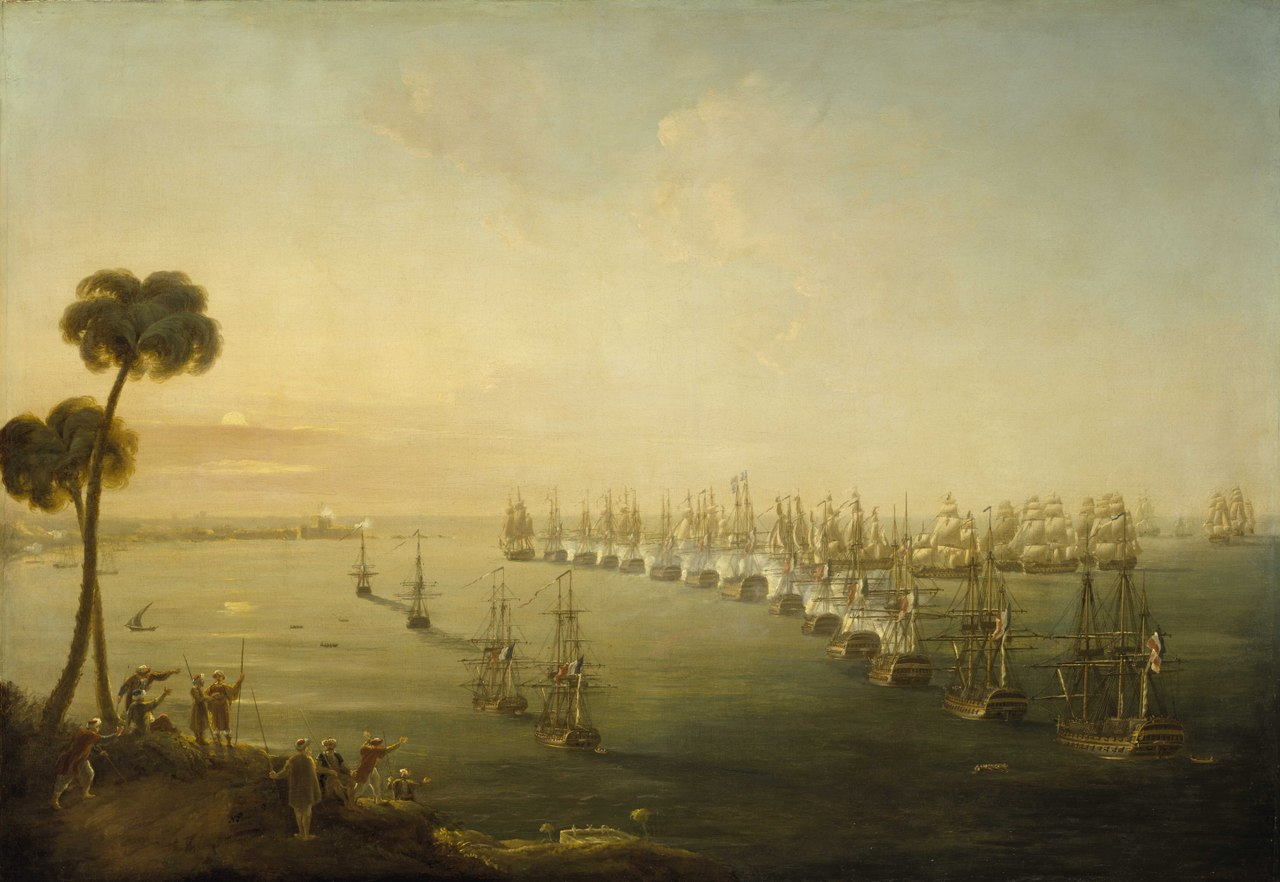
رسم لمعركة أبي قير البحرية